# Pasmo Pokrzywiańskie
Pasmo Pokrzywiańskie – leżące między Słupianką po zachodniej stronie a wsią Garbacz po wschodniej pasmo Gór Świętokrzyskich zbudowane z piaskowców dewońskich.
Najwyższe wzniesienie to Chełmowa Góra.